# 백치 (1958년 영화)
백치(러시아어: Идиот, The Idiot)는 소련에서 제작된 이반 피리예프 감독의 1958년 영화이다.

## 출연
- 유리 야코블레프
- 율리야 보리소바
- 니키타 포드고르니
- 세르게이 마티슨

## 제작진
- 원작자: 표도르 도스토예프스키